# Golfo di Boni
Il golfo di Boni, anche conosciuto come golfo di Bone, è un golfo situato in Indonesia nell'isola centrale di Sulawesi. Il golfo è racchiuso tra le due penisole meridionali del Sulawesi; le sue acque bagnano due province indonesiane: la provincia del Sulawesi Meridionale e la provincia del Sulawesi Sudorientale. Il golfo di Boni fa parte del mar di Banda, uno dei più grandi mari indonesiani. 
L'IHO (Organizzazione idrografica internazionale) lo ha immesso nelle acque dell'Indonesia, insieme a molti altri mari e/o golfi.
| Controllo di autorità | VIAF (EN) 315150068 |